# ドラゴンアームズ バハムートハウリング
『ドラゴンアームズ バハムートハウリング』は、F.E.A.Rが制作した日本のロボットテーブルトークRPG（TRPG）。2001年に書籍版で発売された。デザイナーは久保田悠羅/山本剛。

## 概要
古代文明によって造られたバハムート遺跡内にある水晶体「エーテルチャンバー」の発動により「雷力」と呼ばれるエネルギーを手に入れて高度な機械文明が発展したアルビオン大陸。しかし竜暦2000年に謎の機械生命体「MIST（=Mechanical Intelligent of Steel Terribles）」の襲来により人類は大陸の9割と人口の大半を失った。
そしてMISTの大群がバハムート遺跡に迫ったその時、遺跡は全長3. 5キロメートルの巨大飛行戦艦としてよみがえる。
PCたちは人類の最後の希望である戦艦バハムートの乗員の1人としてMISTと戦う事になる。

## 世界設定

### 機甲巨兵
- ドラゴンアームズ
- レギュレートアームズ
- ファーヴニル

### M.I.S.T.
あらゆる生命体を発見次第抹殺するという単純な目的のために、人類に予測不能な戦略で攻撃してくる殺戮機械群。竜暦2000年1月2日の最初の襲来から僅か数ヶ月でアルビオン大陸の90%を征圧した。残骸を調査した結果、人類が作った機械とは全くの別規格であることと、多種多様な種類で構成されていることが判明している。また、1000年以上前の史書などに記されている“鋼の軍団”との関連性も指摘されている。現在、機体サイズや機能から6つのランクに分けられて、解析が続けられている。
- トルーパー級

　戦場においてもっとも数が確認されているMIST。白兵戦用、砲撃戦用、護衛用と単一機能に限定されており、バリエーションは少ない。6機の集団で行動し、欠員が出た場合は戦闘終了後になるべく6機に近づくように編成を組み直す習性がある。いわゆるザコ敵だが、MIST襲来当初はトルーパー級1機を仕留めるために人類側は3騎ほどの犠牲を必要としていた。
- ソルジャー級

　トルーパーの機能を特化させた特殊タイプのMISTで、トルーパーのように集団行動をとらずに活動する。個体ごとで多種多様な機能が確認されており、似た外見でありながらまったく違う能力を持っている場合（ルール的にはオリジナルMIST作成データで再現される）もある。戦闘能力をほとんど持たない支援タイプも存在するが、MIST襲来当初はソルジャー級1機に対して人類側は15騎以上の犠牲を必要としていた。
- コマンダー級

　トルーパー級やソルジャー級を指揮する前線司令タイプのMIST。戦場では1個体が数個集団のトルーパーを指揮下におき、数機のソルジャー級を引き連れていることもあり、さらにはトルーパー級を生み出したり呼び集めたりする能力を持つ個体も確認されている。性能が高く、サイズも大型化しておりソルジャー級以上に機能が多様化している。指揮下のトルーパー級やソルジャー級へのエネルギー供給を行っているため、コマンダー級の機能が停止すると同時にトルーパー級なども機能を停止する。極めて特殊なタイプとして、人間に擬態して情報収集活動を行う個体も存在する。
- ジャガーノート級

　人類の抵抗により損害を受けたMISTが、新たに戦場へ投入した大型機種。機能や残骸を解析した結果、コマンダー級の一種であることが判明しており、“ジャガーノート級”という分類も、ランク分けというより通称という形で区別するために命名された。通常のコマンダー級を遥かにしのぐ最大300mに及ぶ巨大な身体を持ち、それに比例した強力な戦闘力を持つ。
- ジェネラル級

　ジャガーノート級を含むコマンダー級全てを凌駕する巨大なMISTであり、周囲全てのMISTへのエネルギー供給を担当していることから母艦な役割を果たしていると考えられる。驚異的な火力と自己修復機能をもつ強固な装甲で武装されており、外部からの攻撃で完全破壊するのは不可能である。攻略には内部に強行突入し、急所であるコアを破壊することが唯一有効な手段されている。
- ロード級

　ジェネラル級の上位に位置するとされているMISTだが、実際に確認されていない。月の裏側に潜んでいた人工天体アナザーフェイスからMISTが降下してくることから、このアナザーフェイスこそがロード級と考えられている。現在、表面の一部を光学的に観測できる状態になっており、表面に無数の損傷といくつかの深刻な損害が発見されている。

## システム
以下の記述は基本的な説明に限定しています。実際にプレイするためには正規のルールブック等が必要です。

### 行為判定
行為判定は対応する能力値の個数までの6面ダイスを振り、目標値以下の目が出た数によって判定される。

### キャラクター作成
キャラクターは以下の手順により作成される。
1. クラス・出身の決定 - まずPCは以下のクラスより1つを選び、更に出身より1つを選ぶ。これにより能力値、感情、特徴、特技及び装備が決定される。なお、出身によってクラスが制限される。
2. キャラクターパックの選択 - 次にキャラクターパックを一覧から3つ選択する。これによりキャラクターの特殊な才能や過去の経歴が決定され、選んだパックによって更に能力値、特徴、特技が追加される。
3. ボーナスポイントの消費 - 与えられたボーナスポイントを3点消費する。1ポイントにつき、以下の効果が得られる。ただし同じ対象を複数選択できない。
  - 任意の能力値の1点上昇
  - 任意の特徴を1つ取得
  - 任意の特徴のレベルを1レベル上昇
  - 任意の特技を1つ取得
4. 性格の変更 - 出身により決定された性格値を1つ変動する事ができる。
5. 副能力値の決定 - ここまでで決定された能力値を基にHP（体力値）、IP（最大行動力）、RP（回復行動力）を算出する。
6. ODEの取得 - ODE（オーバードライブエフェクト）と呼ばれる特殊能力を一覧より3つ選択する。ODEは戦闘以外のシーンで行われる感情行動に伴って蓄積される「エーテリック」と呼ばれる値を消費することによって発動する。
7. パーソナルデータの設定 - キャラクター名、性別、年齢等を決定する。

### ドラゴンアームズ及びエアアサルトの取得
キャラクターは取得した特徴によりドラゴンアームズもしくはエアアサルトを取得する。これらは一覧から選択するか、もしくは作成データから装備を選択して機体を作成することになる。作成の手順は以下のとおりとなる。
1. シュナイダーフレームもしくは機体の選択 - ドラゴンアームズの場合は骨格となるシュナイダーフレーム、エアアサルトの場合は機種を一覧から選択する。ただし、シュナイダーフレームは開発国が設定されており、出身が国家である場合は出身国からしか選択できない。
2. エクステンションの選択 - 追加パーツであるエクステンションを選択する。ドラゴンアームズの場合は頭部・胴部・右腕部・左腕部・脚部・全身毎のそれぞれの一覧から、エアアサルトの場合はエアアサルト用から選択する。ただしエクステンションにはレベル・開発国・使用キャパシティが設定されており、出身・特徴によって選択可能なエクステンドが左右される。また、シュナイダーフレーム及びエアアサルトには最大キャパシティ値及び各部位毎の装備可能個数が設定されているため、装備エクステンションの部位別個数と全エクステンションのキャパシティ値の合計は設定値を超えることが出来ない。

## クラスと出身

### クラス
- 天剣士（ハイランダー）

　軽武器と呼ばれる片手用武器などを好んで使用するクラス、スピードを重視した戦い方を得意とする。天剣士で編成されたカレドア連邦の“神速部隊”が最強とうたわれていたが、MIST襲来時に壊滅的被害を受けた。
- 大騎士（アークナイト）

　重武器と呼ばれる両手用武器などを好んで使用するクラス、パワーを重視した戦い方を得意とする。ドラゴンアームズなどの騎甲巨兵に乗る者全般を大騎士と呼ぶこともある。
- 機甲士（ガンブレイド）

　銃などの射撃武器を好んで使用するクラス、遠距離戦を得意とする。MIST襲来当初、パワー不足で有効打が与えられない天剣士や大騎士に代わり、優れた火器を装備した機甲士たちが数少ない対抗手段になっていた。
- 魔導士（ソーサラー）

　魔導（ソーサリー）を使用するクラス、アストラル界の力を直接物理界に引き出して炎や電撃といった物理現象を起こす。機甲士と同じくMISTへ有効打を与える存在として、侵攻当初は機甲巨兵とのコンビネーションを組んで戦果をあげた。
- 幻操士（オペレーター）

　幻操（ストリームオペレーション）を使用するクラス、アストラル界を通じて他者に干渉する力を持っている。魔導と違い、士気を鼓舞したり気力を減退させるなど、精神的な現象も引き起こせる。
- 魔導騎士（ウォーロック）

　天剣士と魔導士の双方に素質を持つクラス、状況に応じて柔軟な対応が可能である。個々の能力はそれぞれ天剣士や魔導士に劣るが、優秀な魔導騎士は並の大騎士3人分の働きをすると言われる。
- 魔創士（ミューズ）

　戦闘を目的に創られた人工生命体、ドラゴンアームズに騎乗した際は他のクラス以上の能力を発揮する。不死に近い寿命、優れた身体能力など人間を凌駕する肉体を持つが、繁殖能力を全くもたない。
- 聖騎剣士（シュヴァリエ）

　魔導と幻操の能力を持つ天剣士、オーバード騎士団に所属する平和の守護者。持ち主と運命をともにして砕ける“コールドファイア”と呼ばれる剣を常に携えている。

### 出身
- エクスタリア王国
- ヴァイツグラード帝国
- ローマディア法国
- アルトクラン王国
- カレドア連邦
- A. R. K
- 傭兵団ナーガロンド
- オーバード騎士団

## 『エルジェネシス』との関係
このゲームは、もともとはF.E.A.Rが制作した『エルジェネシス』シリーズのサプリメントとして企画されたものである。
（『エルジェネシス』シリーズのあとがきには、「次はロボットもののサプリを予定している」などという記述もある）
それが諸事情により単独タイトルとして発売されることになったのだが、デザイナーサイドでは裏設定レベルで『エルジェネシス』の世界との繋がりは意識しているらしく、ゲーマーズ・フィールド誌のサポート記事では、ドラゴンアームズの世界がエルジェネシスの世界の遠未来である可能性が示唆されたこともある。
ただしこれらはあくまで「裏設定」であり、実際に二つのゲームの繋がりをユーザーが意識できる部分は少ない。
なお、判定システムについては『エルジェネシス』をそのまま継承しており、二つのゲームの関連性を窺い知ることができる。
このように、裏設定としてゲーム同士がつながっている「製作側のお遊び」の例としては、他にもシャドウランとアースドーンの関係などが知られている。

## 書誌情報
- 基本ルール
  - 『ドラゴンアームズ バハムートハウリング』 ISBN 4-7577-0582-4
- サプリメント
  - 『ナイトウィングス』 ISBN 4-907792-43-3
- 小説
  - 『ドラゴンアームズ 光翼の黒騎士』（ファミ通文庫 山本剛著） ISBN 4-7577-0574-3